# 332P/池谷-村上
332P/池谷–村上，也稱為池谷–村上彗星 (P/2010 V1) 是一顆週期大約5.29年的短週期彗星，它於2010年11月3日首度被兩位日本的業餘天文學家池谷薰和村上茂樹發現。池谷使用25公分 (10英吋)，放大倍率為39倍的反射望遠鏡確認了這顆彗星；同時，村上使用46公分 (18英吋)，放大倍率為78倍的反射望遠鏡。彗星的攝影確認是在新墨西哥的喬瓦·尼祿使用Global-Rent-a-Scope (GRAS) 望遠鏡完成的。池谷和村上兩人都是透過光學望遠鏡目視觀測確認發現彗星，而這種目視的發現在現在已經很罕見了。